# Free advertising-supported streaming television
Con il termine Free advertising-supported streaming television (abbreviato in FAST) si intende una categoria di servizi televisivi in streaming che offrono programmi televisivi lineari senza il pagamento di un abbonamento, finanziati esclusivamente dalla pubblicità, similmente ai canali televisivi via etere.
Esempi di piattaforme FAST sono Pluto TV, Tubi, Xumo, Amazon Freevee, Rakuten TV, Roku Channel e Samsung TV Plus.